# 26
Aquesta pàgina és per a l'any. Per al nombre, vegeu vint-i-sis.
El 26 (XXVI) fou un any comú començat en dimarts del calendari julià.

## Esdeveniments
- Incendi al Celi de Roma[1]
- Ponç Pilat és enviat a Judea
- Tiberi es retira a Capri

## Naixements
- Nerva, emperador romà